# Устье (Сосновый Бор)
Устье (также Устья и Усть-Кавашская) — микрорайон города Сосновый Бор в Ленинградской области России. До 1958 года — деревня, известная с первой четверти XVII века. Включена в состав рабочего посёлка Сосновый Бор, получившего в 1973 году статус города.

## География
Находилась на берегу Копорской губы Финского залива, в устье реки Коваши.
Главная улица деревни — Морская, чуть севернее расположен Устьинский проезд. На юго-востоке от Устьи, на берегу реки Глуховки, сохранилось Устьинское кладбище.

## История
Впервые деревня Vstia Kovaschoie Копорского округа упоминается в Писцовых книгах Ижорской земли 1618—1623 годов. Также Ustia упоминается на карте Ингерманландии А. И. Бергенгейма, составленной по шведским материалам 1676 года.
Затем Ustia упоминается на шведской «Генеральной карте провинции Ингерманландии» 1704 года. Она же, как деревня Ustia упоминается на «Географическом чертеже Ижорской земли» Адриана Шонбека 1705 года. Современное название деревни на кириллице — Устье встречается на карте окрестностей Петербурга 1727 года. Однако, на карте Санкт-Петербургской губернии 1792 года деревня обозначена как Усть-Кавашская.
В 1889 в деревне Устье Ковашевской волости Ораниенбаумского уезда Санкт-Петербургской губернии была открыта Устьинская мореходная школа, давшая флоту Российской империи много специалистов морского дела.
При образовании города Сосновый Бор в 1958 году деревня вошла в его состав, и ныне является современным микрорайоном малоэтажной застройки Устье, расположенным между Ленинградской улицей и Приморским парком. От исторической деревни осталось лишь несколько домов.

## Известные жители
- Афанасьев, Иван Иванович (1901—1952) — капитан дальнего плавания, Герой Советского Союза.